# カツセマサヒコ
カツセマサヒコ（1986年 - ）は、日本の小説家、随筆家。東京都出身。デビュー作『明け方の若者たち』は評判を呼び、主演・北村匠海で即時映画化。

## 略歴
1986年、東京都生まれ。大学卒業後、一般企業への就職を経て、趣味で書いていたブログを機に編集・ライターとして株式会社プレスラボへ転職。
「胸キュン妄想ツイート」をはじめとする140字の投稿がTwitterのタイムラインを賑わせ、若年層から絶大な人気を博す。
幻冬舎より小説刊行の依頼を受け、2021年6月「明け方の若者たち」にて、自身初となる単独書籍を刊行し、小説家デビュー。
アーティストとのコラボ作品や、結婚離婚、男性性に向き合う社会派小説、美しい心象風景と生を描いた小説など、色が異なる作品を生み出し続ける。
そのほかラジオのパーソナリティをつとめるなど、マルチに活躍する物書き。

## 作品

### 単行本
- 明け方の若者たち（2020年6月 幻冬舎 / 2021年11月 幻冬舎文庫）
- 夜行秘密（2021年7月 双葉社/2024年8月 双葉文庫）
- ブルーマリッジ（2024年6月 新潮社）
- わたしたちは、海（2024年9月 光文社）

### アンソロジー収録
- 『迷題論理/さがしもの』書き下ろし　「終電間際オンライン 小説集（2020年12月）」へ収録。
- 『名前がありすぎる』オール讀物2021年5月号掲載　「猫はわかっている（2021年10月文藝春秋）」へ収録。
- 「東京デートストーリー」Instagram連載掌編、『昔行ったあの店がなくても』書き下ろし　「恋が生まれたこの街で　#東京デートストーリー （2022年1月KADOKAWA）」へ収録。
- 『笑う門』小説新潮2021年11月号掲載　「もふもふ　犬猫まみれの短編集（2024年2月新潮社）」へ収録。
- 『#ウルトラサッドアンドグレイトデストロイクラブ』小説推理2023年12月号掲載　「#ハッシュタグストーリー（2024年2月双葉社）」へ収録。
- エッセイ『「行けたら行く」で、本当に行く人』CLASSY.12月号掲載　「ベスト・エッセイ2024（2024年6月三村図書出版）」へ収録

### 雑誌連載

#### 小説
- 「トーキョーカンバーセーションズ」 MEN'S NON-NO （2022.1・2月合併号 - 2024.1・2月号合併号）連載
- 「傷と雨傘」an・an（No.2290 2022年3月16日号 - No.2385 2024年2月21日号　毎月第2水曜発行号にて）連載[6]

#### エッセイ
- 「それでもモテたいのだ」CLASSY.（2021.5 - 2024.3）連載[7]

## ラジオ
- 「NIGHT DIVER」 東京FM 毎週木曜深夜28:00-28:30
- Artistspoken  音声投稿コンテンツアプリ